# Iwan Tyktor
Iwan Tyktor (ur. 6 lipca 1896 w Krasnem, zm. 26 sierpnia 1982 w Ottawie) – ukraiński działacz społeczny i polityczny, chorąży Armii Halickiej, wydawca i redaktor.
Uczęszczał do gimnazjów we Lwowie i Rohatynie, rozpoczął studia na wydziale prawa Uniwersytetu Lwowskiego.
Brał udział w I wojnie światowej jako ochotnik Legionu Ukraińskich Strzelców Siczowych, później jako żołnierz Ukraińskiej Armii Halickiej brał udział w wojnie polsko-ukraińskiej i ukraińsko-radzieckiej.
Po wojnie był członkiem konspiracyjnej Ukraińskiej Organizacji Wojskowej.
W 1923 rozpoczął działalność jako wydawca. Pierwszym wydawnictwem był tygodnik w języku ukraińskim Новий час, przekształcony później w dziennik i wydawany do agresji ZSRR na Polskę we wrześniu 1939 roku. W roku 1925 stworzył we Lwowie koncern wydawniczy Українська преса, działający również do czasu okupacji sowieckiej Lwowa we wrześniu 1939. Od 1928 koncern wydawał tygodnik dla rolników Народна справа, od 1931 miesięcznik dla dzieci Дзвіночок, od 1932 – gazetę Наш прапор (ukazującą się trzy razy w tygodniu) i wiele innych. Wydawnictwom prasowym towarzyszyły serie broszur i książek o narodowej tematyce ukraińskiej.
Po agresji ZSRR na Polskę opuścił Lwów i udał się do Krakowa na teren okupacji niemieckiej. W latach 1939–1941 prowadził w Krakowie religijne wydawnictwo Нове життя, w latach 1941–1943 na Wołyniu wydawnictwo „Wołyń” w Równem. Latem 1943 aresztowany przez niemieckie władze okupacyjne. Po uwolnieniu w listopadzie 1943 powrócił do Krakowa, a później wyjechał do Innsbrucku, gdzie mieszkał do 1947. Po zakończeniu II wojny światowej organizował wydawnictwa dla Ukraińców przebywających w obozach dipisów w zachodnich strefach okupacyjnych Niemiec i Austrii. W 1947 wyjechał do Kanady, gdzie kontynuował działalność wydawniczą. Współpracował z tygodnikiem Новий шлях w Winnipeg, kierując pracą wydawnictwa i drukarni, przez pewien czas był szefem wydawnictwa Наша мета w Toronto. W roku 1950 założył własne wydawnictwo w Winnipeg. Mieszkał i zmarł w Ottawie.